# Skilanglauf-Weltcup 1981/82
Der Skilanglauf-Weltcup 1981/82 war die erste offizielle von der FIS organisierte Wettkampfserie. Der Weltcup bei den Herren begann am 9. Januar 1982 in Reit im Winkl und endete am 27. März 1982 in Kastelruth. Der Weltcup bei den Damen begann am 9. Januar 1982 in Klingenthal und endete am 13. April 1982 in Kiruna. Höhepunkt der Saison waren die Nordischen Skiweltmeisterschaften 1982 vom 19. bis 28. Februar in Oslo. Die dort ausgetragenen Einzelwettbewerbe wurden auch als Weltcup-Veranstaltungen gewertet (im Gegensatz zu den Staffeln, die auch nicht für die Nationenwertung gewertet wurden). Weltcuppunkte erhielten die Athleten auf den Plätzen 1 bis 20 (Platz 1 = 26 Punkte, Platz 2 = 22 Punkte, Platz 3 = 19 Punkte, Platz 4 bis Platz 20 absteigend 17 Punkte bis 1 Punkt). Für die Einzelwertung wurden nicht alle Platzierungen gewertet, es ergaben sich Streichresultate. Für die Nationenwertung wurden dagegen alle Weltcuppunkte berücksichtigt (keine Streichresultate).

## Männer

### Podestplätze Männer
| Datum                                | Austragungsort | Disziplin         | Sieger | Zweiter            | Dritter |
| ------------------------------------ | -------------- | ----------------- | --- | ------------------ | --- |
| 09.01.1982                           | Reit im Winkl  | 15 km             | Pål Gunnar Mikkelsplass | Tor Håkon Holte    | Thomas Wassberg |
| 16.01.1982                           | Le Brassus     | 15 km             | Bill Koch | Thomas Wassberg    | Benny Kohlberg |
| 24.01.1982                           | Brusson        | 30 km             | Bill Koch | Jean-Paul Pierrat  | Sergej Sokarew |
| 34. Nordische Skiweltmeisterschaften |                |                   | |                    | |
| 20.02.1982                           | Oslo           | 30 km             | Thomas Eriksson | Lars Erik Eriksen  | Bill Koch |
| 23.02.1982                           | Oslo           | 15 km             | Oddvar Brå | Alexander Sawjalow | Harri Kirvesniemi |
| 25.02.1982                           | Oslo           | 4 × 10 km Staffel | SowjetunionWladimir Nikitin Oleksandr Batjuk Juri Burlakow Alexander Sawjalow NorwegenLars Erik Eriksen Ove Aunli Pål Gunnar Mikkelsplass Oddvar Brå |                    | FinnlandKari Härkönen Aki Karvonen Harri Kirvesniemi Juha Mieto DDRUwe Bellmann Uwe Wünsch Stefan Schicker Frank Schröder |
| 27.02.1982                           | Oslo           | 50 km             | Thomas Wassberg | Juri Burlakow      | Lars Erik Eriksen |
| 07.03.1982                           | Lahti          | 50 km             | Oddvar Brå | Jan Lindvall       | Maurilio De Zolt |
| 12.03.1982                           | Falun          | 30 km             | Bill Koch | Dan Simoneau       | Thomas Wassberg |
| 19.03.1982                           | Štrbské Pleso  | 15 km             | Harri Kirvesniemi | Thomas Wassberg    | Jochen Behle |
| 27.03.1982                           | Kastelruth     | 15 km             | Bill Koch | Miloš Bečvář       | Harri Kirvesniemi |

### Weltcupstände Männer
| Rang | Name                    | Punkte |
| ---- | ----------------------- | ------ |
| 1.   | Bill Koch               | 121    |
| 2.   | Thomas Wassberg         | 114    |
| 3.   | Harri Kirvesniemi       | 106    |
| 4.   | Jean-Paul Pierrat       | 82     |
| 5.   | Oddvar Brå              | 77     |
| 6.   | Jochen Behle            | 67     |
| 7.   | Jan Ottosson            | 60     |
| 7.   | Dan Simoneau            | 60     |
| 9.   | Giorgio Vanzetta        | 57     |
| 10.  | Juri Burlakow           | 56     |
| 11.  | Lars Erik Eriksen       | 55     |
| 11.  | Józef Łuszczek          | 55     |
| 13.  | Maurilio De Zolt        | 54     |
| 14.  | Ove Aunli               | 50     |
| 15.  | Alexander Sawjalow      | 49     |
| 16.  | Benny Kohlberg          | 45     |
| 17.  | Thomas Eriksson         | 43     |
| 18.  | Tor Håkon Holte         | 39     |
| 18.  | Jiří Švub               | 39     |
| 20.  | Pål Gunnar Mikkelsplass | 37     |
| 21.  | Pierre Harvey           | 36     |
| 21.  | Jan Lindvall            | 36     |
| 23.  | Miloš Bečvář            | 35     |
| 23.  | Jim Galanes             | 35     |
| 25.  | Oleksandr Batjuk        | 33     |

| Rang | Name                 | Punkte |
| ---- | -------------------- | ------ |
| 26.  | Juha Mieto           | 31     |
| 27.  | Asko Autio           | 29     |
| 28.  | Tim Caldwell         | 28     |
| 29.  | Giuseppe Ploner      | 26     |
| 30.  | Oddvin Bakkene       | 25     |
| 31.  | Aki Karvonen         | 24     |
| 32.  | Dieter Notz          | 21     |
| 32.  | Kari Ristanen        | 21     |
| 32.  | František Šimon      | 21     |
| 35.  | Giulio Capitanio     | 20     |
| 35.  | Anders Larsson       | 20     |
| 37.  | Wladimir Nikitin     | 19     |
| 37.  | Sergej Sokarew       | 19     |
| 39.  | Uwe Bellmann         | 17     |
| 39.  | Pertti Teurajärvi    | 17     |
| 41.  | Rosalin Bakiev       | 16     |
| 41.  | Kari Härkönen        | 16     |
| 41.  | Iwan Lebanow         | 16     |
| 44.  | Per Knut Aaland      | 14     |
| 44.  | Anatoli Ivanov       | 14     |
| 46.  | Anders Bakken        | 13     |
| 47.  | Sven-Erik Danielsson | 12     |
| 47.  | Franz Gattermann     | 12     |
| 47.  | Giachem Guidon       | 12     |
| 47.  | Ingmar Sömskar       | 12     |

| Rang | Name                | Punkte |
| ---- | ------------------- | ------ |
| 51.  | Benedetto Carrara   | 11     |
| 51.  | Hans Persson        | 11     |
| 53.  | Pavel Kohut         | 10     |
| 53.  | Arild Monsen        | 10     |
| 53.  | Kari Väänenen       | 10     |
| 56.  | Tore Gullen         | 9      |
| 57.  | Peder Hagen         | 8      |
| 57.  | Gunde Svan          | 8      |
| 59.  | Konrad Hallenbarter | 7      |
| 59.  | Antti Leppävuori    | 7      |
| 61.  | Milan Blaško        | 6      |
| 61.  | Frank Schröder      | 6      |
| 61.  | Ladislav Švanda     | 6      |
| 61.  | Hans Erik Tofte     | 6      |
| 65.  | Michail Dewjatjarow | 5      |
| 65.  | Franz Schöbel       | 5      |
| 67.  | Andy Grünenfelder   | 4      |
| 67.  | Franz Renggli       | 4      |
| 69.  | Stefan Dotzler      | 3      |
| 70.  | Jiří Beran          | 2      |
| 70.  | Sepp Schneider      | 2      |
| 70.  | Arne Sirel          | 2      |
| 70.  | Alexander Tschaiko  | 2      |
| 74.  | Peter Juric         | 1      |
| 74.  | Gianfranco Polvara  | 1      |

## Frauen

### Podestplätze Frauen
| Datum                                | Austragungsort | Disziplin        | Sieger                                                              | Zweiter                                                                        | Dritter                                                              |
| ------------------------------------ | -------------- | ---------------- | ------------------------------------------------------------------- | ------------------------------------------------------------------------------ | -------------------------------------------------------------------- |
| 09.01.1982                           | Klingenthal    | 10 km            | Květa Jeriová                                                       | Brit Pettersen                                                                 | Anna Pasiarová                                                       |
| 15.01.1982                           | La Bresse      | 5 km             | Květa Jeriová                                                       | Berit Aunli                                                                    | Marit Myrmæl                                                         |
| 22.01.1982                           | Furtwangen     | 5 km             | Květa Jeriová                                                       | Gabriela Svobodová                                                             | Blanka Paulů                                                         |
| 34. Nordische Skiweltmeisterschaften |                |                  |                                                                     |                                                                                |                                                                      |
| 19.02.1982                           | Oslo           | 10 km            | Berit Aunli                                                         | Hilkka Riihivuori                                                              | Květa Jeriová                                                        |
| 22.02.1982                           | Oslo           | 5 km             | Berit Aunli                                                         | Hilkka Riihivuori                                                              | Brit Pettersen                                                       |
| 24.02.1982                           | Oslo           | 4 × 5 km Staffel | NorwegenAnette Bøe Inger Helene Nybråten Berit Aunli Brit Pettersen | SowjetunionLjubow Ljadowa Ljubow Sabolotskaja Raissa Smetanina Galina Kulakowa | DDRPetra Sölter Carola Anding Veronika Hesse-Schmidt Barbara Petzold |
| 26.02.1982                           | Oslo           | 20 km            | Raissa Smetanina                                                    | Berit Aunli                                                                    | Hilkka Riihivuori                                                    |
| 06.03.1982                           | Lahti          | 10 km            | Anette Bøe                                                          | Berit Aunli                                                                    | Inger Nybråten                                                       |
| 12.03.1982                           | Falun          | 20 km            | Brit Pettersen                                                      | Marit Myrmæl                                                                   | Anette Bøe                                                           |
| 28.03.1982                           | Štrbské Pleso  | 10 km            | Blanka Paulů                                                        | Berit Aunli                                                                    | Karin Jäger                                                          |
| 13.04.1982                           | Kiruna         | 5 km             | Brit Pettersen                                                      | Berit Aunli                                                                    | Inger Nybråten                                                       |

### Weltcupstände Frauen
| Rang | Name                    | Punkte |
| ---- | ----------------------- | ------ |
| 1.   | Berit Aunli             | 136    |
| 2.   | Brit Pettersen          | 126    |
| 3.   | Květa Jeriová           | 113    |
| 4.   | Marit Myrmæl            | 104    |
| 5.   | Anette Bøe              | 95     |
| 6.   | Anna Pasiarová          | 92     |
| 7.   | Blanka Paulů            | 81     |
| 8.   | Karin Jäger             | 79     |
| 9.   | Inger Nybråten          | 76     |
| 10.  | Marie Johansson         | 74     |
| 11.  | Shirley Firth           | 65     |
| 12.  | Hilkka Riihivuori       | 61     |
| 13.  | Gabriela Svobodová      | 56     |
| 14.  | Evi Kratzer             | 43     |
| 14.  | Grete Ingeborg Nykkelmo | 43     |
| 14.  | Dagmar Švubová          | 43     |
| 17.  | Ljubow Ljadowa          | 39     |
| 18.  | Marja-Liisa Hämäläinen  | 36     |
| 18.  | Maria Thulin            | 36     |
| 20.  | Maria Tomasevitj        | 35     |
| 21.  | Raissa Smetanina        | 32     |
| 22.  | Manuela Di Centa        | 27     |
| 22.  | Galina Kulakowa         | 27     |

| Rang | Name                  | Punkte |
| ---- | --------------------- | ------ |
| 24.  | Cornelia Thomas       | 26     |
| 25.  | Ragnhild Bratberg     | 25     |
| 25.  | Elena Klimova         | 25     |
| 27.  | Veronika Hesse        | 24     |
| 27.  | Petra Sölter          | 24     |
| 29.  | Sharon Firth          | 22     |
| 29.  | Svetlana Nikitina     | 22     |
| 31.  | Carola Anding         | 18     |
| 31.  | Ljubow Sabolotskaja   | 18     |
| 33.  | Faina Smirnova        | 17     |
| 34.  | Maria Canins          | 16     |
| 34.  | Anne Jahren           | 16     |
| 36.  | Lena Carlzon-Lundbäck | 14     |
| 37.  | Karin Lamberg-Skog    | 13     |
| 37.  | Nina Skeime           | 13     |
| 39.  | Gunnel Mörtberg       | 12     |
| 40.  | Raisa Chvorova        | 11     |
| 40.  | Eija Hyytiäinen       | 11     |
| 42.  | Angela Schmidt-Foster | 10     |
| 43.  | Guidina Dal Sasso     | 9      |
| 43.  | Britt-Marie Eriksson  | 9      |
| 43.  | Lynn Spencer-Galanes  | 9      |
| 46.  | Elke Rombach          | 8      |

| Rang | Name                  | Punkte |
| ---- | --------------------- | ------ |
| 47.  | Pascale Dabudyk       | 7      |
| 47.  | Eija Penttilä         | 7      |
| 47.  | Helena Takalo         | 7      |
| 50.  | Sabiene Kademann      | 6      |
| 50.  | Maria Sujova          | 6      |
| 52.  | Annelies Lengacher    | 5      |
| 52.  | Lilija Wassiltschenko | 5      |
| 54.  | Maria Auromaa         | 4      |
| 54.  | Leslie Bancroft       | 4      |
| 54.  | Gabi Gerhardinger     | 4      |
| 54.  | Gunilla Jakobsson     | 4      |
| 54.  | Esther Miller         | 4      |
| 54.  | Päivi Renkola         | 4      |
| 54.  | Julija Schamschurina  | 4      |
| 61.  | Viera Klimková        | 3      |
| 61.  | Jocelyn Poirot        | 3      |
| 63.  | Pat Engberg           | 2      |
| 63.  | Livia Elena Reit      | 2      |
| 63.  | Andrea Thurner        | 2      |
| 66.  | Pirkko Määttä         | 1      |
| 66.  | Margrit Ruhstaller    | 1      |
| 66.  | Kerstin Seidel        | 1      |